# Yaisel Sierra
Yaisel Sierra Pérez (né le 5 juin 1991 à Mayarí à Cuba) est un lanceur droitier de baseball.
Il est sous contrat avec les Dodgers de Los Angeles de la Ligue majeure de baseball.

## Carrière
Sierra joue en Serie Nacional cubaine pour Holguín de 2010 à 2014 et pour Sancti Spíritus en 2012. En 131 matchs, dont 25 comme lanceur partant, sa moyenne de points mérités en Serie Nacional s'élève à 4,23 en 300 manches lancées, avec 16 victoires, 21 défaites, 25 sauvetages et 221 retraits sur des prises pour 166 buts-sur-balles accordés. Sa meilleure saison est celle de 2012, où il remet une moyenne de points mérités de 2,20 en 81 manches et deux tiers lancées : 1,80 en 45 manches pour Sancti Spíritus et 2,70 en 36 manches et deux tiers pour Holguín. Les dépisteurs affirment que sa balle rapide touche les 154 km/h et que sa balle glissante est supérieure à la moyenne.
Sierra fait partie de l'équipe nationale cubaine qui remporte la médaille d'or en baseball aux Jeux d'Amérique centrale et des Caraïbes de 2014.
Yaisel Sierra fait défection de Cuba en avril 2015 et, après les formalités d'usage, est déclaré agent libre par la Ligue majeure de baseball (MLB) en décembre suivant. Il attire l'attention des Cubs de Chicago et des Marlins de Miami mais les plus sérieux prétendants sont les Dodgers de Los Angeles, qui lui accordent un contrat de 6 ans et 30 millions de dollars US annoncé le 21 février 2016.